# Teenage Bounty Hunters
Teenage Bounty Hunters è una serie televisiva comica-drammatica americana adolescenziale creata da Kathleen Jordan rilasciata su Netflix, il 14 agosto 2020. Nell'ottobre 2020, la serie è stata cancellata dopo una sola stagione.

## Trama
Dopo aver incidentato il furgone del padre, due studentesse gemelle delle scuole superiori, Sterling e Blair Wesley, diventano le assistenti del brizzolato cacciatore di taglie Bowser Simmons con l'obiettivo iniziale di pagare i danni del furgone, senza che i loro genitori lo sappiano.

## Personaggi e interpreti
- Maddie Phillips nei panni di Sterling Wesley, la sorella gemella di Blair; studentessa della Willingham Academy che sta cercando di bilanciare la sua vita di cacciatrice di taglie con l'essere leader di una borsa di studio nella sua scuola superiore cristiana
- Anjelica Bette Fellini nei panni di Blair Wesley, la sorella gemella più ribelle; anch'essa studia alla Willingham Academy ed è una cacciatrice di taglie
- Kadeem Hardison nei panni di Bowser Simmons, un cacciatore di taglie brizzolato e mentore di Sterling e Blair, che gestisce anche un negozio di yogurt gelato chiamato Yogurtopia
- Virginia Williams nel ruolo di Debbie Wesley, la madre dei gemelli; e come Dana Culpepper, la sorella gemella di Debbie

## Produzione

### Sviluppo
La serie era originariamente intitolata Slutty Teenage Bounty Hunters, creata da Kathleen Jordan e prodotta da Robert Sudduth, Jenji Kohan, Tara Herrmann e Blake McCormick. Il pilota è diretto da Jesse Peretz. Il 22 luglio 2020, all'annuncio della data della prima serie, la serie è stata ribattezzata come Teenage Bounty Hunters, eliminando la parola "Slutty". La serie è stata presentata per la prima volta il 14 agosto 2020. Il trailer ufficiale della serie è stato rilasciato il 30 luglio 2020. Il 5 ottobre 2020, Netflix ha cancellato la serie dopo una stagione.

### Casting
Il 28 giugno 2019, Maddie Phillips, Anjelica Bette Fellini, Kadeem Hardison e Virginia Williams sono stati scritturati nei ruoli principali. Dopo l'annuncio ufficiale del trailer, Mackenzie Astin, Method Man, Myles Evans, Spencer House, Devon Hales, Shirley Rumierk sono entrati nel cast.

### Riprese
La serie è stata girata ad Atlanta, in Georgia, da luglio a ottobre 2019.

## Accoglienza
Kristen Baldwin di Entertainment Weekly ha dato alla serie un B+ e ha scritto una recensione dicendo: "Vivace e divertente, caloroso e meravigliosamente strano, Teenage Bounty Hunters è un'abbuffata che tutti, tranne forse il Dio dell'Antico Testamento, possono permettersi". Analizzando la serie per The Hollywood Reporter, Inkoo Kang ha descritto la serie come "accattivante e ben realizzata" e ha detto: "Teenage Bounty Hunters è spinto da eccellenti performance comiche di Phillips e Fellini, che non sembrano così simili ma condividono una chimica frizzante, specialmente nelle loro battute a tempo e nelle comunicazioni chiaroveggenti.
L'aggregatore di recensioni Rotten Tomatoes ha riportato un punteggio di approvazione del 91% basato su 23 recensioni, con una valutazione media di 7,25/10. Il consenso della critica del sito web recita: "Teenage Bounty Hunters ha battute e stile da vendere, e sebbene la sua premessa peculiare a volte fallisca, è tenuta insieme dalla chimica assassina di Maddie Phillips e Anjelica Bette Fellini ". Metacritic ha assegnato alla serie un punteggio medio ponderato di 72 su 100 basato su 7 revisioni, indicando "recensioni generalmente favorevoli".